# Музика (фільм)
«Музика» — кінофільм режисера Амоса Коллека, що вийшов на екрани в 2003 році.

## Зміст
Головний герой фільму любить музику і жінок. Йому належить розібратися, як він опинився в чужому готельному номері.

## Ролі
| Актор          | Роль |
| -------------- | ---- |
| Даллас Робертс | -    |
| Лара Харріс    | -    |
| Тара Енн Калп  | -    |
| Оксана Лада    | -    |
| Стівен Геведон | -    |
| Анджеліка Торн | -    |
| Віктор Арго    | -    |

## Знімальна група
- Режисер — Амос Коллек
- Сценарист — Амос Коллек
- Продюсер — Рон Холлоуей, Хартмут Колер, Аврам Людвіг
- Композитор — Ерік Колвін